# 小澤欽一
小澤 欽一（おざわ きんいち、1947年12月20日 - ）は、日本の元陸上競技選手、指導者。神奈川県真鶴町生まれ。日本体育大学卒業。

## 経歴
神奈川県立小田原城東高等学校、日本体育大学出身。
高校卒業後は2年間東急に在籍し、5000mは14分18秒2まで記録を伸ばした。

### 大学時代
1968年、高校の先輩に憧れ日本体育大学に入学。1年時の第45回箱根駅伝では1区を走り区間7位だったが、日本体育大学は初優勝を果たした。2年時の第46回箱根駅伝では4区を区間2位で走り、首位をキープ。日体大は連覇を果たした。
3年時の第47回箱根駅伝では、往路で日体大は4位と振るわず首位の日本大学とは7分55秒の大差をつけられる。6区の今野秀悦が区間賞で5分58秒差まで詰めると、7区を走った小澤は小雪の降る中ハイペースで押し切り、区間新記録を樹立。この区間でトップとの差を1分54秒まで縮めた。その後日体大は3位に後退したが、10区の岩渕仁が2つ順位を上げ、逆転で3連覇を飾った。3週間後の第2回全日本大学駅伝では最長区間の4区で区間賞を獲得し、連覇に貢献した。
4年時の第48回箱根駅伝では大会前に怪我に苦しめられていたが、ライバルの順大・宮下敏夫に勝利し、2区で区間新記録を樹立。トップで襷を繋いだ。その後、一時は大東文化大学に並ばれたものの首位は譲らず、総合4連覇を達成した。第3回全日本大学駅伝では昨年に続いて4区を走り、宮下に敗れて区間2位だったがチームは3連覇を成し遂げた。

### 大学卒業後
教師志望だったが自分の力を試すため神戸製鋼に入社し、競技を続けた。1974年に行われたアジア競技大会の5000mに出場し、銅メダルを獲得した。また、1975年の第24回別府大分毎日マラソンでは初マラソンの日本最高記録となる2時間13分10秒4で優勝を果たしている。1977年に現役を引退し、川崎製鉄千葉（現:JFE千葉）、ダイワハウス、鈴木自動車で女子長距離選手の指導にあたった。

## 戦績・記録

### 大学駅伝戦績
| 学年               | 箱根駅伝                                   | 全日本大学駅伝                  |
| ------------------ | ------------------------------------------ | ------------------------------- |
| 1年生 （1968年度） | 第45回 1区-区間7位 1時間04分31秒           | なし                            |
| 2年生 （1969年度） | 第46回 4区-区間2位 1時間05分31秒           | 第1回 ー － ー 出走なし         |
| 3年生 （1970年度） | 第47回 7区-区間賞 1時間04分43秒 区間新記録 | 第2回 4区-区間賞 1時間08分18秒  |
| 4年生 （1971年度） | 第48回 2区-区間賞 1時間13分37秒 区間新記録 | 第3回 4区-区間2位 1時間13分17秒 |